# Cantonul Le Port-1
Cantonul Le Port-1 este un canton din arondismentul Saint-Paul, Réunion, Franța.